# Wilhelm von Abbema
Wilhelm von Abbema (født 15. januar 1812 i Krefeld, død 8. november 1889 i Düsseldorf, Tyskland) var en tysk kobberstikker og raderer.
Elev i Düsseldorf af J. W. Schirmer, malede først landskaber i sin lærers manér, men fandt snart sit særlige felt i reproduktiv kunst (landskaber efter düsseldorferne, således nordmanden Cappelens Norsk Landskab m.v.).